# Ганс Бер
Ганс Бер Мартінес (Гуаякіль, 31 жовтня 1962) — еквадорський письменник.

## Життєпис
Народився 31 жовтня 1962 року в Гуаякілі, провінція Гуаяс. Він закінчив середню школу в Салезіанському коледжі Христофора Колумба, де почав писати короткі романи та брати участь у міжуніверситетських літературних конкурсах. Він закінчив вищу освіту в Вищій політехнічній школі Побережжя, отримавши звання харчового технолога.
У 1984 році Ганс опублікував свою першу роботу, збірку оповідань Мінячі очі. Пізніше він опублікував Цирк, ще одну збірку оповідань.
У 1999 році він переміг на національному літературному конкурсі, організованому Еквадорським будинком культури, зі своїм романом Стежки Емауса, опублікованим на початку 2002 року. У своїй книзі він розповідає кілька взаємопов'язаних історій, які відбуваються у вигаданому містечку Еммаус, натхненному еквадорським містом Макас.
У 2009 році його роман Можливо, якби йшов дощ отримав премію імені Ауреліо Еспіноса Політ від Папського Католіцького університету Еквадору. Журі, до складу якого входили письменники Алісія Ортега Кайседо, Франсіско Проаньо Аранді та Карлос Аулестіа, зазначило у своєму рішенні: «Це оригінальний тематичний роман із рухливим ритмом оповіді, який підтримується до кінця, і дуже ретельною мовою, яка відповідає до розказаної історії». Відзначений твір вийшов під назвою Марафон.
У 2012 році Ганс посів перше місце на національному літературному конкурсі імені Анхеля Фелісісімо Рохаса з романом Вогники щастя. У 2014 році дана робота була опублікована Будинком культури Еквадору.
Бер також опублікував кілька творів дитячої та юнацької літератури в рамках редакційної групи Norma та колекції El Barco de Vapor групи SM. Серед них Маленький будинок, будинок, будинок (2011), Солдат G3113 (2013), Подорож до кратера Нгоронгоро (2015) і Зграя пеліканів (2016).
У 2020 році він отримав нагороду La Linares Short Novel Award за твір Твердь, науково-фантастичний роман, у якому група нападників під керівництвом Стівена Гокінга викрадає позаземний артефакт, знайдений в Еквадорі. Наступного року він також переміг на національному літературному конкурсі імені Мігеля Ріофріо з романом Звіт Хамеліна, у якому він досліджує таємницю Клубу 27.

## Твори

### Романи
- Стежками Емауса (2002)
- Марафон (2009)
- Вогні щастя (2014)
- Твердь (2020)

### Оповідання
- Мінячі очі (1984)
- Цирк (1992)
- Мандрівники та брехуни (2013)[15]

### Дитяча та юнацька література
- Маленький будинок, будинок, будинок (2011)
- Солдат G3113 (2013)
- Подорож до кратера Нгоронгоро (2015)
- Зграя пеліканів (2016)
- День, коли помер самотній Джордж (2019)